# Jovink en de Voederbietels
Jovink en de Voederbietels was een Boerenrockformatie uit de Achterhoek.

## Biografie
In 1992 werd het rock-'n-roll duo 'Jovink duo' opgericht door Hendrik Jan Lovink en Gijs Jolink, zoon van Normaal-voorman Bennie Jolink. Jovink en de Voederbietels waren in de eerste jaren van hun bestaan vooral bekend in de Achterhoek en andere delen van het Nedersaksisch taalgebied. Zij brachten twee albums uit, waarvan meer dan tienduizend exemplaren werden verkocht. Op 16 november 1996 werd een live-cd opgenomen in Dedemsvaart.
In 2003 stonden leden van Jovink en de Voederbietels op de kandidatenlijst van de Partij van de Toekomst. In juli 2003 stond Jovink en de Voederbietels op de zevende editie van Zwarte Cross in het Achterhoekse Halle, dat meer dan 40.000 bezoekers trok. De organisatie van dit evenement is al vanaf het begin in handen van leden van deze groep. In augustus 2003 crashte Jolink met een crossmotor, wat een zware hersenschudding tot gevolg had. Hierdoor moesten enkele optredens worden afgezegd. Hij wordt twee maanden lang als bassist vervangen door Ard Schouten.
Eind juli 2004 verkochten Jovink en de Voederbietels op de Zwarte Cross 5000 exemplaren van hun single Luie Flikker. Voor twee muntjes konden mensen de single meekrijgen. Het nummer bereikte de tweede plaats in de hitparade. Direct erna werd de weging die Mega Top 50 aanhoudt aangepast, waardoor alleen verkopen in geregistreerde platenzaken meetellen, en airplaygegevens zwaarder wegen. Het nummer verdween daarna gelijk weer uit de lijst.
Begin 2005 werd gitarist Richard Jansen (Gorro) vervangen door de 27-jarige Hendrik Jan Bökkers.
In 2006 is de 10e editie van de Zwarte Cross verplaatst naar Lichtenvoorde want het oude terrein kon de 80.000 bezoekers niet meer aan. De Zwarte Cross is het grootste muziekfestival van Oost-Nederland en het grootste crossfestival van West-Europa.
In 2007 maakte de band bekend, dat de huidige tour voorlopig de laatste zal zijn. Wegens gezondheidsklachten van Gijs Jolink kan de band niet meer op oude voet doorgaan. Stoppen met toeren leek de band de enige oplossing. Dit wil niet zeggen dat de band nooit meer zal optreden. Ze blijven het Zwarte Cross festival organiseren en zullen daar ook blijven optreden. Hetzelfde geldt voor het door de Feestfabriek georganiseerde Achterhoeks Klasse Gala. De instrumenten van de Jovinks die zijn geveild voor de 3FM Serious Request-actie hebben bij elkaar het bedrag van € 9630,00 opgebracht. Verder dit jaar duiken Richard Jansen en Hans Bouman op in de band De Richards.
In 2008 werd de fanclub van de band, die op enig moment de grootste van Nederland was, omgevormd tot Zwarte Cross-fanclub, en het bijbehorende clubblad Bietenblad werd het magazine Harder.
In 2009 is Gijs Jolink met vader Bennie te zien in een reclame voor Beter Horen hoortoestellen. Hendrik Jan Bökkers begint op te treden met zijn Normaal-coverband Bökkers Dut Normaal, in 2010 verandert men de naam kortweg in Bökkers. Ook begint Hendrik Jan Lovink in 2010 op te treden met de Backcorner Boogie Band.
In 2016 werd er, speciaal voor de jubileumeditie van de Zwarte Cross, een nieuw nummer opgenomen: Ritme Van De Zommer Geet Umhoog. Het nummer werd als themalied gebruikt voor de 20e editie van de Zwarte Cross.
In 2017 werd bekend dat Jovink het definitief voor gezien houdt. Er werden de laatste jaren alleen nog enkele optredens per jaar gedaan zoals op de Zwarte Cross. Jovink heeft met hun allerlaatste optreden op vrijdag 14 juli op het hoofdpodium van hun eigen festival Zwarte Cross gestaan en daar afscheid genomen. De slotzin na alle optredens is "Dank u en tot nooit meer!" De leden zullen verder gaan in andere bands zoals Bökkers, The Hot Studs en The Hilltop Howlers.
Speciaal voor Tante Rikie die tijdens de Zwarte Cross 2022 afscheid nam als Zwarte Cross-directrice kwam de band Jovink op donderdagavond 15 juli 2022 weer bij elkaar voor een optreden.

## Trivia
- LINT-treinstel 38 van vervoersmaatschappij Syntus is vernoemd naar Jovink en de Voederbietels.

## Discografie

### Albums
| Album met eventuele hitnotering(en) in de Nederlandse Album Top 100 | Datum van verschijnen | Datum van binnenkomst | Hoogste positie | Aantal weken | Opmerkingen |
| ------------------------------------------------------------------- | --------------------- | --------------------- | --------------- | ------------ | ----------- |
| Gold / Wilt u zegeltjes mijnheer?                                   | 1994                  | -                     | -               | -            |             |
| Eenzaam aan de top                                                  | 1996                  | -                     | -               | -            |             |
| Live (Niet goed, wel hard)                                          | 1997                  | -                     | -               | -            | Livealbum   |
| The hitmachine goes on ...                                          | 1998                  | 9 mei 1998            | 96              | 1            |             |
| Tour de sjans                                                       | 2000                  | 29 april 2000         | 87              | 2            |             |
| Thuis voor de dwangbuis                                             | 2001                  | -                     | -               | -            |             |
| Klasse, goed te passe                                               | 2002                  | 1 juni 2002           | 74              | 3            |             |
| The happy Achterhoeker                                              | 2003                  | 10 mei 2003           | 82              | 2            |             |
| De 9de                                                              | 2004                  | -                     | -               | -            |             |
| Wakker worden                                                       | 2006                  | 25 maart 2006         | 14              | 5            |             |

### Singles
| Single met eventuele hitnotering(en) in de Nederlandse Top 40 | Datum van verschijnen | Datum van binnenkomst | Hoogste positie | Aantal weken | Opmerkingen                 |
| ------------------------------------------------------------- | --------------------- | --------------------- | --------------- | ------------ | --------------------------- |
| Niet schreeuwen!                                              | 1998                  | -                     | -               | -            |                             |
| Goorse biertent rellie                                        | 1999                  | -                     | -               | -            |                             |
| 'T padvinderslied                                             | 2000                  | -                     | -               | -            |                             |
| Ik hou van mij                                                | 2000                  | -                     | -               | -            |                             |
| Noadöst                                                       | 2001                  | -                     | -               | -            | Nr. 44 in de Single Top 100 |
| Werken is mien hobby, moar now effe niet                      | 2002                  | -                     | -               | -            | Nr. 58 in de Single Top 100 |
| Klasse, goed te passe!                                        | 2002                  | -                     | -               | -            | Nr. 37 in de Single Top 100 |
| De vangst is mooier dan de jacht                              | 2003                  | -                     | -               | -            |                             |
| Luie flikker                                                  | 2004                  | -                     | -               | -            | Nr. 2 in de Single Top 100  |
| Wanneer geven wi-j de strijd op?                              | 2006                  | -                     | tip 18          | -            | Nr. 39 in de Single Top 100 |
| Harder!                                                       | 2006                  | -                     | -               | -            | Nr. 64 in de Single Top 100 |
| Waarom                                                        | 2007                  | -                     | -               | -            | Nr. 52 in de Single Top 100 |